# Walt Disney Studios Home Entertainment Italia
Walt Disney Studios Home Entertainment Italia (fino al 2007 Buena Vista Home Entertainment Italia) era la divisione per la distribuzione home video di The Walt Disney Company Italia.

## Storia

### Videocassette
La Walt Disney Home Video in Italia, nata nel 1980 per la distribuzione di film su cassetta, era conosciuta fino al 1983 anche con il nome di Creazioni Walt Disney. Nel 1987 inizia poi a distribuire le videocassette per la vendita, all'inizio semplicemente rieditando vecchi titoli già disponibili a noleggio, poi in seguito distribuendo edizioni realizzate esclusivamente per la vendita, distribuite con il logo di Walt Disney Classics che aveva come simbolo Topolino Apprendista Stregone. La prima videocassetta realizzata esclusivamente per la vendita è stata quella contenente il film Lilli e il vagabondo, distribuita nel 1990.
Successivamente poi la produzione iniziò a diversificarsi e a editare sul nastro anche film e episodi di serie televisive. Durante gli anni '90 nacque quindi la necessità di dividere le serie di cassette in diverse collane. La principale, che comprendeva i più importanti film d'animazione della casa madre, fu denominata Walt Disney I Classici, e fu inaugurata dalla videocassetta de La sirenetta nel 1991. Parallelamente fu sviluppata anche l'idea di una serie di film concepiti esclusivamente per il mercato home video, concretizzatasi poi nel 1995, anno in cui la Walt Disney Home Video venne ribattezzata Disney Video con il film Il ritorno di Jafar, primo lungometraggio Disney dopo Aladdin realizzato esclusivamente per il mercato delle videocassette Disney.
Dal 1982 al 1991 possedeva anche la sussidiaria Creazioni Home Video, che distribuiva in home video in Italia i film delle divisioni mature di Disney, ovvero Touchstone Pictures e Hollywood Pictures, e anche alcuni film di Titanus e il catalogo di Intra Films.
Dal 1994 ogni cassetta della Walt Disney Home Video viene dotata di un sistema anti-duplicazione, mentre dal 1996 le custodie delle videocassette subirono un cambiamento, diventando più compatte e di dimensioni minori. Nel 1997 inizia la ridistribuzione di tutti i classici in nuove edizioni restaurate dalla Disney Video. Essendo un prodotto molto popolare fra le famiglie le videocassette Disney diventano in breve tempo un successo commerciale specialmente durante il periodo natalizio.

### DVD
Le cassette iniziano a declinare con l'avvento del DVD, il disco digitale. I primi DVD italiani, apparsi nel 1999, furono inizialmente distribuiti dalla Warner Home Video, anziché dalla Buena Vista Home Entertainment. Nel 2000, quando la Disney assume il ramo della distribuzione, iniziano le massicce riedizioni di classici su supporto digitale. Da subito si afferma il successo del DVD, grazie alla qualità video e audio nettamente superiore e alla capacità di memorizzazione di contenuti aggiuntivi al film, è enorme e vengono col tempo avviate delle edizioni volte non solo alle famiglie ma anche ai collezionisti.
Nel 2001, con il DVD di Biancaneve e i sette nani con lo storico secondo doppiaggio del 1972, inizia la collana delle Walt Disney Platinum Editions, una serie di edizioni in DVD, generalmente a due dischi, che comprendevano il film in edizione restaurata insieme a diversi contenuti speciali come dietro le quinte, giochi interattivi e video musicali.
Il DVD in breve tempo riesce a conquistare buona parte del mercato home video, strappandolo alle videocassette. Nel 2006 viene distribuita l'ultima videocassetta Disney (che in Italia fu Chicken Little - Amici per le penne) e la Disney annuncia di voler supportare un nuovo formato ad alta definizione: il Blu-ray Disc.

### Blu-ray Disc
Il Blu-ray Disc inizia ad essere distribuito in Italia dal 2007. Nel 2009 la Walt Disney Diamond Editions sostituisce la Platinum, mentre l'anno successivo inizia la produzione di specifici Blu-ray 3D per la visione a tre dimensioni. Nonostante un'elevata campagna pubblicitaria il Blu-ray stenta ancora oggi a prevalere sul mercato dei DVD, che risulta dopo quasi dieci anni di concorrenza il formato più venduto fra le famiglie. Il disco blu viene riservato dalla Disney a speciali riedizioni di Classici per anniversari o per nuovi titoli in alta definizione, trovando un decisivo riscontro fra il pubblico collezionistico.
Dal 2018 la divisione Disney italiana ha cominciato a distribuire in Italia il proprio catalogo anche nel formato Ultra HD Blu-ray, dove però si limita alla pubblicazione dei titoli in live action, tra cui le produzioni Marvel Studios e i film di Star Wars.
A luglio 2022, The Walt Disney Company Italia annuncia la chiusura del ramo di distribuzione home video e affida la distribuzione del catalogo home video ad Eagle Pictures, il cui primo titolo edito da quest'ultima è Doctor Strange nel Multiverso della Follia.

## Nome
Walt Disney Studios Home Entertainment Italia, nel corso degli anni, fu nota come:
- Creazioni Walt Disney/Walt Disney Home Video (1980-1987)
- Walt Disney Home Video/Buena Vista Home Video (1987-1994)
- Walt Disney Home Video/Disney Video/Buena Vista Home Entertainment (1994-1995)
- Disney Video/Buena Vista Home Entertainment (1995-2001)
- Disney Video/Walt Disney Home Entertainment/Buena Vista Home Entertainment (2001-2002)
- Walt Disney Home Entertainment/Buena Vista Home Entertainment (2002-2007)
- Walt Disney Home Entertainment (2007-2008)
- Walt Disney Studios Home Entertainment (2008-2022)